# Paquetage (militaire)
Pour les articles homonymes, voir Paquetage et Barda.
 (mars 2016).
Le paquetage militaire également appelé équipement militaire individuel ou, dans l'argot militaire, barda, concerne tout le matériel en dotation fourni par l'armée lors de l'engagement, et tous les autres matériels individuels, tels que l'habillement ou les accessoires achetés par les soldats dans des surplus de l'armée ou dans des sociétés spécialisées dans la vente d'équipements professionnels.
En France, selon le bulletin officiel des armées, les équipements militaires  individuels et collectifs fournis en dotation, qui sont appelés également la fonction habillement, regroupent tous les effets (habillement comme accessoires) dont a besoin un soldat pour être déployé en opération, pour satisfaire ses conditions de travail et/ou pour satisfaire ses besoins journaliers en caserne. Cette liste d'équipements en dotation est rédigée par l'état-major de l'armée de terre (EMAT) et éditée sous la forme d'un plan d'équipement.

## Contenu d'un paquetage militaire français
Les effets individuels donnés en dotation aux nouvelles recrues de l'armée peuvent être rangés dans 3 catégories principales : le paquetage commun, les effets techniques et les effets spécifiques.

### Le paquetage commun
Le paquetage commun, comme son nom l'indique, regroupe tous les équipements, habillements et accessoires dits "généraux" ou "basiques" donnés à chaque personne qui s'engage dans l'armée. 
Il se regroupe en 3 catégories :
- la tenue de combat ;
- la tenue de service courant ;
- la tenue de sport.

Pour chaque militaire nouvellement engagé, ce paquetage commun se divise en 2 dotations :
- la dotation initiale qui est donnée dès l'incorporation ;
- la dotation complémentaire, dont l'attribution se fait après la validation de la période probatoire. Cette dotation se compose notamment de la tenue de combat et de la tenue de service courant.

Cette dotation initiale est donnée au militaire soit à titre définitif, le soldat détient donc une partie de son équipement initial à vie (la tenue de service courant et la tenue de sport), soit à titre de prêt, on dit alors que le militaire est le détenteur-usager des articles fournis par l'armée.

### Les effets techniques
Les effets techniques sont attribués par l'état-major des armées à l'armée de terre pour des contrats opérationnels. Leur utilisation se fait donc uniquement sur ordre pour des exercices, des missions en OPEX, à titre de prêt et sur une durée limitée dans le temps.
Les effets techniques se composent d'équipements balistiques, de matériel de déminage, d'équipement NRBC (Nucléaire, Radiologique, Bactériologique, Chimique) et de matériel spécifique à l'ONU.

### Les effets spécifiques
Les effets spécifiques quant à eux regroupent les équipements et matériels non indispensables à chaque militaire. Ils sont attribués aux formations. Ces dotations diffèrent selon les types de formations de l'armée de terre.

## Le personnel concerné
Les bénéficiaires des équipements militaires individuels en dotation dans l'armée sont regroupés en 4 catégories : 
- le militaire d'active ;
- le militaire à l'instruction ou en formation ;
- le militaire de réserve ;
- le personnel civil de la défense.

## Personnalisation des équipements
Bien que l'équipement militaire individuel en dotation dans l'armée s'est considérablement amélioré depuis l'engagement de l'armée française en Afghanistan, certains articles restent de qualité moyenne et doivent parfois être remplacé au bout de quelques utilisations seulement. Les soldats sont donc contraints, et même parfois conseillés par leur supérieurs de racheter des équipements et accessoires supplémentaires. D'où l'apparition depuis quelques années d'une personnalisation de la tenue militaire,.
Contrairement aux idées reçues, un militaire a le droit de parfaire son paquetage en achetant lui-même ses nouveaux équipements. Selon le droit international,, un soldat se doit d'être reconnaissable à sa tenue. Il pourrait donc s'acheter lui-même de nouveaux équipements militaires de façon à compléter sa tenue, et à améliorer sa vie de soldat uniquement si ces équipements ne perturbent pas l'ensemble de sa tenue de combat officielle, initialement donnée dans le paquetage commun. Le militaire reste cependant soumis à la discipline intérieure des troupes, pour maintenir une cohérence dans l'image des unités, ce qui donne lieu à de fréquents rappels à l'ordre hiérarchiques si la différence d'aspect est trop visible. 

## Surplus militaire et sociétés spécialisées
Avec cette tendance de personnaliser son équipement, un nouveau marché a vu le jour en seulement quelques années : le marché de l'équipement militaire individuel. Les militaires ont désormais le choix entre soit acheter leurs équipements dans un surplus militaire, soit chez une entreprise spécialisée dans la vente d'équipements professionnels. 

### Le surplus militaire
Le surplus militaire se caractérise par la vente d'équipements militaires plus ou moins d'occasion, rachetés à l'armée ou dans des marchés aux puces. Ce type de magasin se rapproche plus du brocanteur/collectionneur qui propose du matériel militaire pouvant aussi bien appartenir à un autre temps, qu'être encore réglementaire dans l'armée de terre, mais déjà utilisés pour la plupart des produits. Ces petites boutiques s'adressent à une population de collectionneurs, randonneurs, airsofteurs, chasseurs et/ou pêcheurs. On retrouve notamment des vêtements, chaussures, sacs à dos, sacs de couchage et autres. Aujourd'hui[Quand ?], on compte environ une petite centaine de surplus militaires en France, le plus souvent concentrés autour des casernes et anciens forts militaires.

### Société spécialisée
Contrairement au surplus militaire, la société spécialisée dans la vente d'équipements militaires ne propose à la vente que des produits de dernière génération, la plupart du temps des marques provenant des États-Unis ou du Royaume-Uni. Moins nombreuses que les surplus, ces entreprises s'adressent à un public professionnel, comme les militaires, les membres des forces de l'ordre et le personnel de sécurité, qui désirent un matériel neuf, solide, et qui puisse durer lors d'utilisations répétées durant leurs missions en OPEX, leurs entraînements ou pour satisfaire leurs conditions de travail quotidiennes.